# أنطونيا توماس
أنطونيا توماس (بالإنجليزية: Antonia Thomas) هي ممثلة بريطانية، ولدت في 3 نوفمبر 1986 بلندن في المملكة المتحدة.

## أعمال

### أفلام
- (2015) سرفايفر

### مسلسلات
- الطبيب الجيد

## وصلات خارجية
- أنطونيا توماس على موقع IMDb (الإنجليزية)
- أنطونيا توماس على موقع روتن توميتوز (الإنجليزية)
- أنطونيا توماس على موقع ألو سيني (الفرنسية)
- أنطونيا توماس على موقع ميوزك برينز (الإنجليزية)
- أنطونيا توماس على موقع أول موفي (الإنجليزية)
- أنطونيا توماس على موقع قاعدة بيانات الأفلام السويدية (السويدية)
- أنطونيا توماس على موقع قاعدة بيانات الفيلم (الإنجليزية)
- أنطونيا توماس على موقع كينوبويسك (الروسية)